# Blazein
Blazein es un esteroide bioactivo aislado de Agaricus blazei.